# Actio tutelae contraria
Actio tutelae contraria – w prawie rzymskim powództwo opiekuna przeciwko pupilowi o zwrot nakładów z tytułu administrowania majątkiem pupila.

## Charakterystyka powództwa
Powództwo należało do actiones bonae fidei. Opiekun miał obowiązek, po ustaniu opieki, przedstawić sprawozdanie ze swej działalności wraz z rozliczeniem finansowym. Nakładów jakie poczynił w trakcie trwania opieki mógł dochodzić w drodze actio tutelae contraria.